# Biberkor

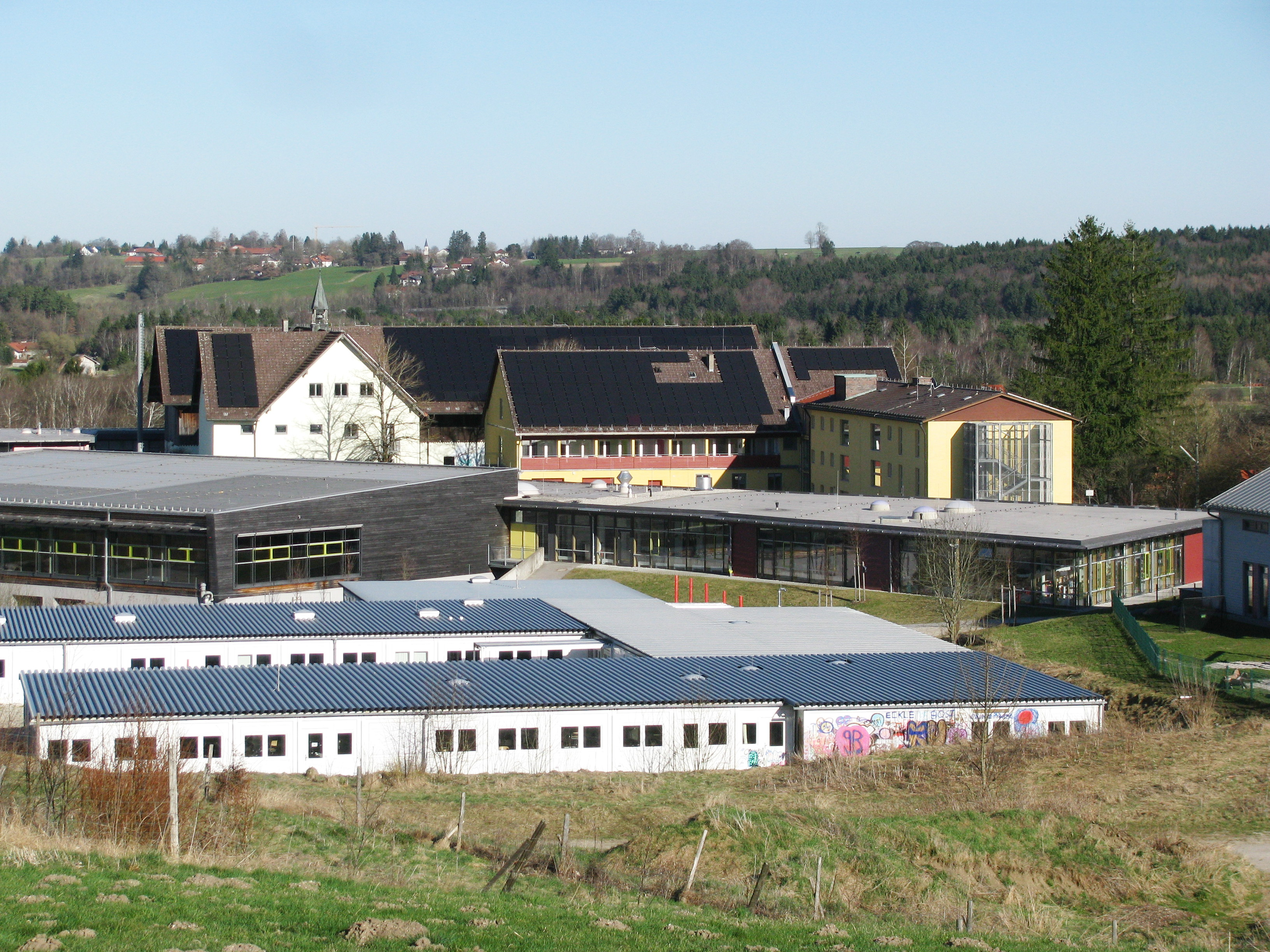
Gut Biberkor

Biberkor ist ein Weiler der Gemeinde Berg im oberbayerischen Landkreis Starnberg. Der Weiler wurde als Teil von Höhenrain zum 1. Januar 1975 in die Gemeinde Berg eingegliedert.

## Geschichte
Biberkor war im Besitz der Edelfreien von Biberkor und wurde eine Hofmark, die im Lauf der Jahrhunderte unterschiedlichen Eigentümern gehörte.
Gut Biberkor befindet sich auf einer Anhöhe zwischen den Berger Ortschaften Aufkirchen und Höhenrain. Im Jahre 1080 tauchte es unter dem Namen Piberchar erstmals in der Urkundensammlung des Klosters Ebersberg auf. Unter den späteren Eigentümern waren neben den Grafen von Hörwarth und Rambaldi auch die Klöster Tegernsee, Scheyern und Andechs. Seit 1880 hatte der Fabrikant Christoph Boehringer das Gut Biberkor in Besitz, seit 1961 der von Pater Rupert Mayer mitgegründete Orden Schwestern von der Heiligen Familie. Vier Jahre lang betrieben die Schwestern dort Landwirtschaft und Tierzucht, ein Alten- und Erholungsheim sowie ein Exerzitienhaus. 1995 kaufte der Bauunternehmer Werner von Kahlden-Gmell das Gut und ermöglichte dort den Aufbau der Montessorischule Biberkor, die 2001 ihren Betrieb aufnahm.

## Einrichtungen
- Montessori-Schule